# Puccinia posadensis
Puccinia posadensis ist eine Ständerpilzart aus der Ordnung der Rostpilze (Pucciniales). Der Pilz ist ein Endoparasit von  Imperata cylindrica sowie Andropogon-Arten. Symptome des Befalls durch die Art sind Rostflecken und Pusteln auf den Blattoberflächen der Wirtspflanzen. Ihr Verbreitungsgebiet reicht vom südlichen Nordamerika über die Karibik bis nach Argentinien.

## Merkmale

### Makroskopische Merkmale
Puccinia posadensis ist mit bloßem Auge nur anhand der auf der Oberfläche des Wirtes hervortretenden Sporenlager zu erkennen. Sie wachsen in Nestern, die als gelbliche bis braune Flecken und Pusteln auf den Blattoberflächen erscheinen.

### Mikroskopische Merkmale
Das Myzel von Puccinia posadensis wächst wie bei allen Puccinia-Arten interzellulär und bildet Saugfäden, die in das Speichergewebe des Wirtes wachsen. Aecien der fehlen der Art offenbar. Die goldbraunen oder zimtbraunen Uredien wachsen beidseitig auf den Blättern des Wirtes. Ihre ebenfalls zimtbraunen Uredosporen sind meist eiförmig, 28–33 × 19–25 µm groß und fein stachelwarzig. Die Telien der Art sind schwarzbraun, früh offenliegend und kompakt, sie wachsen blattunterseitig. Die haselnussbraunen Teliosporen sind zweizellig, in der Regel lang eiförmig und 36–50 × 17–20 µm groß; ihre Stiele sind braun und bis zu 20 µm lang.

## Verbreitung
Das bekannte Verbreitungsgebiet von Puccinia posadensis umfasst ein Areal, das sich von Argentinien über Trinidad und Panama bis in die südlichen USA erstreckt.

## Ökologie
Die Wirtspflanzen von Puccinia posadensis sind Imperata cylindrica und verschiedene Andropogon-Arten. Der Pilz ernährt sich von den im Speichergewebe der Pflanzen vorhandenen Nährstoffen, seine Sporenlager brechen später durch die Blattoberfläche und setzen Sporen frei. Die Art verfügt anscheinend über einen Entwicklungszyklus mit Telien und Uredien, der ohne Wirtswechsel auskommt; Spermogonien und Aecien fehlen offenbar.